# Fritz Jahr
Fritz Jahr fue un educador alemán nacido en Halle an der Saale, creador del término Bio-Ethik en 1926, en el artículo Ciencias de la vida y la moral (Wissenschaft vom Leben und Sittenlehre), si bien se atribuía antes a Van Rensselaer Potter la acuñación del mismo en 1970, aplicado en el contexto de la biología humana. El concepto sugerido por Jahr presenta una acepción más amplia de relación moral entre el ser humano y el resto de los seres vivos, humanos y no humanos. Desarrollado como "imperativo bioético" siguiendo una influencia kantiana, Jahr apuntó a una ética respecto a los animales de experimentación, una necesaria deliberación en cuanto a las intenciones de la investigación científica y a aspectos diversos sobre la difusión de la ciencia entre la población general, a fin de hacerla partícipe.
Si bien no tuvo repercusión en las circunstancias políticas y morales de su tiempo (nacionalsocialismo), los argumentos de Fritz Jahr de que una nueva ciencia y tecnología requieren nuevas reflexiones éticas y filosóficas pueden contribuir a la aclaración de la terminología y una visión práctica de la bioética en su conjunto lo que le hace valedor del calificativo de pionero.[cita requerida]

## Fritz Jahr y Van Rensselaer Potter
En 1970, el bioquímico estadounidense Van Rensselaer Potter también usó el término bioética, pero con un significado más amplio, que incluyó la solidaridad hacia la biosfera, generando una "ética global", una disciplina como un vínculo entre la biología, la ecología, la medicina y los valores humanos, a fin de alcanzar la supervivencia tanto del ser humano como la de otras especies animales.